# Železniční trať Zabok – Gornja Stubica

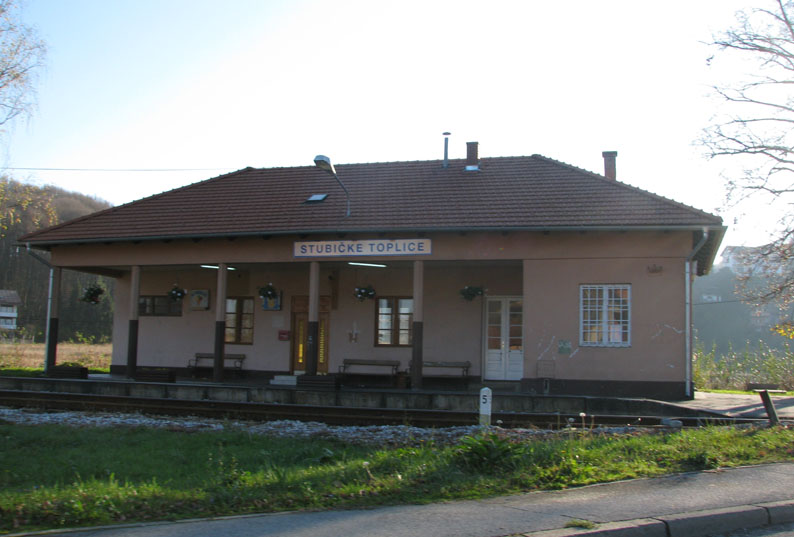
Nádraží Stubičke Toplice.

Železniční trať Zabok–Gornja Stubica se nachází v chorvatském Záhoří, severně od Záhřebu, na druhé straně pohoří Medvednica. Jednokolejná neelektrizovaná trať má délku 12,9 km.
Trať je vedena v údolí říčky Lapoška. U obce Dubrava Zabočka se odpojuje od trati Zaprešić–Čakovec a směřuje jižně k obci Stubičke Toplice. Od ní poté směřuje do Gornje Stubice směrem na východ. Na trať je v údolí řeky prostřednictvím vleček napojeno několik menších průmyslových podniků.

## Historie
Trať byla budována na počátku 20. století. Původně měla být napojena na záhřebskou tramvajovou síť. Tento plán však nakonec nebyl realizován, a tak byla spojena pouze dvě města. Výstavbu trati financoval místní velkopodnikatel Ivan Obad, který v roce 1907 požádal o koncesi na stavbu trati a roku 1914 zahájil její výstavbu. Do vypuknutí první světové války byly realizovány zhruba tři čtvrtiny stavebních prací na terénu. Teprve až roku 1915 získal investor licenci na stavbu trati. Stavební práce byly dokončeny dne 19. listopadu 1916. Trať byla poslední lokálkou na území Chorvatska v rámci Rakousko-Uherska, která byla předána do provozu před rozpadem mocnářství. 
Vzhledem k nízké cestovní rychlosti, která byla realitou již v okamžiku dokončení trati, stejně jako na počátku 21. století, byl provoz přerušován. Na trati je osobní přeprava provozována především pro potřeby dopravy studentů. Cestovní rychlost se pohybuje na trati okolo 30 km/h, v některých nádražích byla omezena na 10 km/h a 20 km/h. 